# Jeffrey Hurwit
Jeffrey M. Hurwit é um arqueólogo, professor, historiador e pesquisador dos Estados Unidos, especializado na civilização e na arte da Grécia Antiga.
É tido como um dos principais pesquisadores norte-americanos em seu campo. Graduou-se em 1971 em Línguas Clássicas na Universidade Brown, e doutorou-se em Arte e Arqueologia Clássica na Universidade de Yale em 1975, onde passou a dar aulas até 1980, transferindo-se posteriormente para a Universidade de Oregon, tornando-se professor titular de Estudos Clássicos e de História da Arte e da Arquitetura, além de desempenhar uma série de outras funções de organização e supervisão acadêmica em comitês e conselhos de alto nível. Fez escavações na Grécia e tem sido convidado regularmente por importantes instituições para dar palestras, como a Smithsonian Institution e o  Archaeological Institute of America, faz parte do comitê editorial da College Art Association e do Getty Research Institute, e recebeu dezenas de prêmios acadêmicos, destacando-se a Guggenheim Fellowship, o National Endowment for the Humanities, o Martha S. Joukowsky Lecturer for the Archaeological Institute of America, o A. Whitney Griswold Award, o Rippey Innovative Teaching Award e o The University of Oregon’s Faculty Excellence Award. Tem grande obra publicada, com vários estudos constituindo referência central em seu campo.
Trabalhos principais:
- The Shipwreck of Odysseus: Strong and Weak Imagery in Late Geometric Art, 2011
- The Problem with Dexileos: Heroic and Other Nudities in Greek Art, 2007
- The Acropolis in the Age of Pericles, 2004
- Reading the Chigi Vase, 2002
- The Athenian Acropolis: History, Mythology, and Archaeology from the Neolithic Era to the Present, 1999
- The Kritios Boy: Discovery, Reconstruction, and Date, 1989
- The Art and Culture of Early Greece, 1985